# Бугайов Олександр Іванович
Бугайов Олександр Іванович (5 грудня 1923, с. Жданівка, Українська РСР, СРСР — 17 квітня 2009, Київ, Україна) — педагог, доктор педагогічних наук (1984), професор (1986). Заслужений діяч науки і техніки України (1991), учасник Другої світової війни.

## Біографія
Народився 5 грудня 1923 року в с. Жданівка Хмільницького району на Вінниччині. В дитинстві залишився сиротою. Середню школу закінчив на «відмінно» в 1941 р. і, за свідченнями джерел, «одразу ж після випускного вечора став на захист Батьківщини від фашистських загарбників».

### Участь у Другій світовій війні
Після складних боїв у серпні 1941 р. військову частину новобранців, що брала участь в обороні Києва і якій вдалося уникнути оточення, було розформовано. За спогадами О. І. Бугайова саме тоді, після успішного складання вступних іспитів з математики та мови, він став курсантом артилерійського училища. Після закінчення військового училища 5 травня 1942 р. молодший лейтенант О. І. Бугайов  був направлений на фронт, згодом дійшов до Праги. Брав участь у звільненні Кіровоградщини. Двічі поранений. Після завершення Другої світової війни продовжив службу в Маньчжурії та Порт-Артурі, звідки був демобілізований в листопаді 1949 року у званні капітана артилерії. Нагороджений п’ятьма бойовими орденами та багатьма медалями.

### Освіта та кар'єра
У 1952 року після демобілізації та лікування наслідків важких поранень вступив на фізико-математичний факультет Київського педагогічного інституту, який закінчив 1956 року з відзнакою, був відмінником, отримував іменну стипендію. 
- З 1956 по 1960 працював учителем учителем фізики і трудового навчання в Ірпінській середній школі № 1 імені А. С. Макаренка Київської області;
- з 1958 по 1961 навчався в аспірантурі на кафедрі методики викладання фізики Київського педагогічного інституту;
- у 1963 році успішно захистив кандидатську дисертацію на тему «Взаємозв'язок вивчення фізики i виробничого навчання в середній школі (на матеріалі підготовки механізаторів сільського господарства)»;
- з 1963 по 1965 працював у апараті Міністерства освіти УРСР начальником відділу навчально-методичної та наукової роботи управління вищих та середніх педагогічних навчальних закладів;
- з 1965 по 1973 — доцент (а з 1966 — завідувач) кафедри методики навчання фізики Київського педагогічного інституту;
- У  1983 році захистив докторську дисертацію і став другим в Україні доктором педагогічних наук за спеціальністю 13.00.02 — методика викладання фізики; 
  - у 1986 році вченому присвоєно вчене звання професора;
- з 1973 по 2008 рік — завідувач відділу методики фізики Інституту педагогіки АПНУ.[4][3]

За ініціативи та безпосередньої участі О. І. Бугайова на кафедрі розпочав роботу Всеукраїнський науково-методичний семінар «Актуальні питання методики навчання фізики в середній і вищій школі», що існує й досі. Завдяки зусиллям вченого в інституті започатковано видання республіканських науково-методичних збірників «Методика викладання фізики» та «Бібліотека передового досвіду», у яких друкувалися науково-методичні статті з актуальних проблем методики навчання фізики. У 2003 році в Інституті педагогіки під керівництвом О. І. Бугайова започатковано новий напрям дослідження — комп’ютерна підтримка навчання фізики й астрономії в загальноосвітній школі. Колектив науковців, створив педагогічні програмні засоби з фізики й астрономії.
Помер 17 квітня 2009 року в Києві. Похований на Північному цвинтарі.

## Науково-освітня робота
Кілька років очолював науково-методичну комісію Міністерства освіти з фізичних наук, був одним з організаторів республіканських педагогічних читань, семінарів і конференцій, олімпіад з фізики. Проводив роботу з популяризації знань з дидактики фізики, узагальнення та поширення педагогічного досвіду в галузі навчання фізики. Був відповідальним редактором науково-методичних збірників «Методика викладання фізики» та «Методика викладання математики і фізики», збірників з досвіду навчання фізики, був членом редколегії і постійним автором науково-методичного журналу «Фізика та астрономія в школі» (з 1995).
Досліджував теорії й методики викладання фізики в школі, займався розробленням змісту й структури шкільної фізичної та астрономічної освіти. Брав участь у створенні концепції диференційованого підходу до вивчення шкільних навчальних дисциплін та фізичної освіти в школах України, Державного стандарту шкільної фізичної освіти. Автор програм, навчальних планів і підручників з фізики та астрономії для середніх загально-освітніх шкіл.
У 70—80-х роках ХХ століття співпрацював з відомим педагогом, науковцем, ведучим методистом України з проблем методики навчання фізики у середній школі, дослідником і теоретиком основ з підвищення ефективності сучасного уроку М. М. Гонтаруком. За результатами досліджень передового досвіду на Кіровоградщині було підготовлено та видано низку посібників для вчителів з фізики, врахувавши «найновіші досягнення дидактики і методики викладання фізики, тенденції розвитку теорії і практики процесу навчання взагалі і навчання фізики зокрема».
Автор близько 250 науково-методичних праць, серед яких монографії, підручники, навчальні і методичні посібники тощо.
Професор підготував 5 докторів педагогічних наук за спеціальністю 13.00.02 — теорія і методика навчання фізики: О. І. Ляшенко (1996 р.), С. П. Величко (1998 р.), М. Т. Мартинюк (1998 р.),  М. І. Садовий (2001 р.);  Г. І. Імашев (2007 р., Казахстан). Під його керівництвом захистили кандидатські дисертації понад  40 учених, деякі з яких потім стали докторами наук, професорами.

## Основні праці
За ЕСУ:
- Вивчення атомної та ядерної фізики в школі: Посіб. К., 1982;
- Фізика. Астрономія–7: Пробний підручник. К., 1994; 1998 (співавтор);
- Фізика. Астрономія–8: Пробний підручник. К., 1996 (співавтор);
- Фізика. Астрономія–9: Пробний підручник. К., 1999 (співавтор);
- Фізика–7: Пробний підручник. К., 1999 (співавтор).[1]

## Нагороди
- «Відмінник народної освіти» УРСР (1971) та СРСР (1983)
- Ветеран праці (1976)
- Медаль А.С. Макаренка (1982)
- Заслужений діяч науки і техніки України (1991)[4]
- Медаль «Ушинський К. Д.»
- Медаль «В пам’ять 1500-річчя Києва»[3]